# Severní velitelství (Izrael)

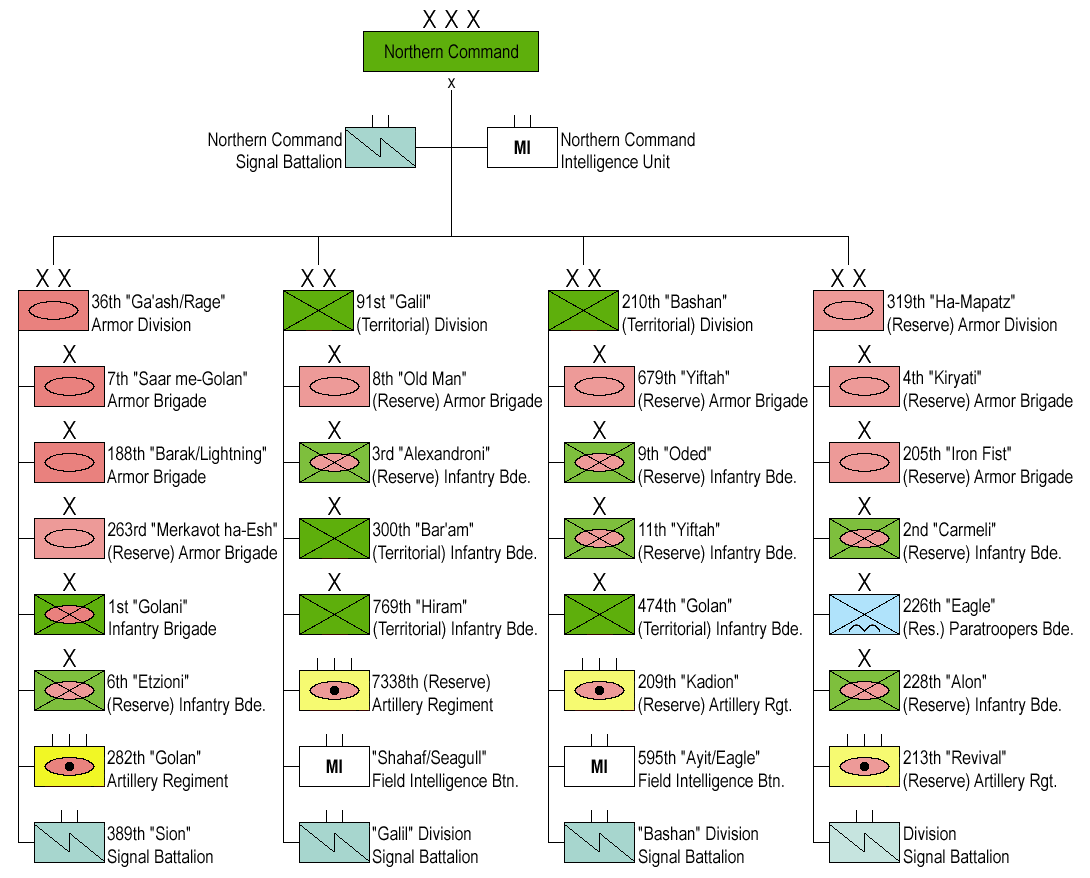
Struktura velení Severního velitelství

Izraelské Severní velitelství (hebrejsky: פיקוד צפון, Pikud Cafon; často zkracováno na Pacan) je oblastní velitelství Izraelských obranných sil. Zahrnuje jednotky v severních oblastech Izraele a je zodpovědné za obranu hranic se Sýrií a Libanonem. Oblast působení severního velitelství je vymezena od hory Hermon až po přístav Netanja. Od roku 2019 je jeho velitelem generálmajor Amir Baram.

## Jednotky
Jednotky spadající pod severní velitelství jsou:
- Velení severních jednotek
- 36. obrněná divize („Ga’aš“)
  - 7. obrněná brigáda („Sa’ar me-Golan“)
  - 188. obrněná brigáda („Barak“)
  - 1. pěší brigáda („Golani“)
- 91. pěší divize („Galil“)
- 3 záložní obrněné divize
- Logistický pluk severního velitelství
- Signální prapor severního velitelství
- Prapor vojenské zpravodajské služby AMAN pro severní velitelství („Šachaf“)
- Ženijní prapor
- Zvláštní jednotka pro boj ve vysokohorských oblastech („Alpinistim“)

## Velitelé
- Moše Karmel (1948–1949)
- Josef Avidar (1949–1952)
- Moše Dajan (1952)
- Asaf Simchoni (1952–1954)
- Moše Cadok (1954–1956)
- Jicchak Rabin (1956–1959)
- Me'ir Zorea (1959–1962)
- Avraham Jofe (1962–1964)
- David Elazar (1964–1969)
- Mordechaj Gur (1969–1972, 1974)
- Jicchak Chofi (1972–1974)
- Rafa'el Ejtan (1974–1977)
- Avigdor Ben Gal (1977–1981)
- Amir Drori (1981–1983)
- Uri Or (1983–1986)
- Josi Peled (1986–1991)
- Jicchak Mordechaj (1991–1994)
- Amiram Levin (1994–1998)
- Gabi Aškenazi (1998–2002)
- Benny Ganc (2002–2005)
- Udi Adam (2005–2006)
- Gadi Eizenkot (2006–2011)
- Ja'ir Golan (2011–2014)
- Aviv Kochavi (2014–2017)
- Joel Strik (2017–2019)
- Amir Baram (2019 - současnost)